# Oudoumzaraï
Oudoumzaraï (ou Oudamzarai) est une localité du Cameroun située dans la commune de Roua, le département du Mayo-Tsanaga et la Région de l'Extrême-Nord, dans les monts Mandara, à proximité de la frontière avec le Nigeria.

## Population
En 1966-1967, la localité comptait 1 032 habitants, des Mafa.
Le recensement de 2005 distinguait deux villages, dénombrant 1 458 habitants à Oudoumzaraï-Centre et 1 372 à Oudoumzaraï-Goldak. 

En 2011, le Plan communal de développement (PCD) de la commune de Roua ne fait pas cette distinction et avance le chiffre de 2 100 pour l'ensemble.